# Битва при Кадоре
Битва при Кадоре, также известная как битва при Рио Секко или битва при Русекко — состоявшееся 2 марта 1508 г. сражение войны Камбрейской лиги между армией Венецианской республики и Священной Римской империи, завершившейся победой Венецией.

## Предыстория
В 1507 г. король Франции Людовик XII завоевал Геную, что с учётом контролировавшегося с 1500 г. Миланского герцогства сделало его доминирующей силой в Северной Италии. Такие перемены вблизи границы обеспокоили императора Священной Римской империи Максилиана I, недовольство которого также было обусловлено планами французов избрать папой римским наставника короля и архиепископа Реймса Жоржа Амбуаза, предлагавшего короновать Людовика императором.
Максимилиан I созвал сейм в Констанце (апрель 1507 г.), где перед князьями и курфюрстами изложил свои опасения по поводу усиления Франции в Италии и последствий этого для Германии. Максимилиан I предложил себя в качестве защитника церкви, объявил Людовика XII врагом христианства и объявил о своем приезде в Рим, чтобы быть коронованным императором и гарантировать свободу святого города. Людовик XII отрицал какие-либо намерения в отношении империи или папства, оставаясь в Генуе без армии, чтобы продемонстрировать свои мирные намерения, но сейм предоставил Максимилиану I 22 тыс. пехоты и 8 тыс. кавалерии на полгода.
Первые движения имперских армий на границах Кадоре и в направлении Фриули начались между 9 и 10 января 1508 года, что побудило венецианского кондотьера Бартоломео д’Альвиано провести осмотр замков Ботестаньо и Кьюзафорте и укрепить крепости, приказав вырыть ров в Примолано и валы в Челаццо и Лауроне. 24 января 1508 года имперский посланник прибыл в Верону и попросил мэра Альвизе Малипьеро подготовить жилье для 8 500 лошадей, поскольку император Максимилиан намеревался остаться там на три дня, прежде чем отправиться в Рим. Мэр решил не торопиться и передал просьбу в Венецию. Совет Десяти прислал ответ, в котором говорилось, что Серениссима предоставит ему проход, если император намеревается пересечь его территорию «тихо и мирно». С другой стороны, у венецианцев было много причин считать просьбу Максимилиана не более чем предлогом для вторжения. Поэтому они решили усилить гарнизон Роверето и эвакуировать из города женщин, детей и других неспособных держать оружие, в то время как в Брентонико был размещен гарнизон из 500 пехотинцев под командованием Диониджи Нальди, а к Великий магистр Франции и губернатор Милана Карлу II Амбуазскому было отправлено посольство. с просьбой прислать подкрепление под командованием Джан Джакомо Тривульцио. В последующие дни враждебные намерения имперцев стали очевидны, поскольку все больше и больше людей собирались вокруг Тренто и начали грабить долину Лагарина к северу от Роверето и плато Азиаго.

## Вторжение в Кадоре
4 февраля капитан Кадоре Пьетро Гикси узнал о появлении около Брунека около 300 немецких рыцарей и сотнях пехотинцев, которые, однако, не сразу атаковали венецианцев, так как горные перевалы были заблокированы большим количеством снега, который упал в предыдущие недели. В ночь с 20 на 21 февраля немецкая пехота вторглась и разграбила Ампеццо, осадив замок Ботестаньо, а на следующий день 4 тыс. немецких пехотинцев с грейферами, чтобы не поскользнуться на льду и не утонуть в снегу, спустились с Пассо Тре Крочи и быстро захватили весь Кадоре, включая замок Пьеве ди Кадоре, который был сдан Пьетро Гикси 23 числа. На следующий день осталось только шестьдесят пехотинцев под командованием Бортоло Мальфато, чтобы противостоять наступлению Габсбургов у Кьюза-ди-Венас, но они тоже были вынуждены отступить сначала к Пьеве, а затем, после второго сражения, которое длилось четыре часа и в котором они рисковали оказаться в окружении, к замок Гардона.
Узнавшие об этом венецианцы немедленно приказали Бартоломео д’Альвиано по пути во Фриули отправиться в Бассано-дель-Граппа вместе с Джорджио Корнером и подготовить план по восстановлению контроля над регионом. Лейтенант Удине Андреа Лоредан отправил Джеронимо Саворньяна, Франческо Сброльявакку, Франческо Беральдо и Антонио Пио в Карнию с их 4000 пехотинцами, чтобы попытаться снять осаду с замка Ботестаньо. 27 февраля имперская артиллерия, которой лично командовал Максимилиан, вынудила Джованни Мишеля и Франческо Дзани сдать замок после шести дней сопротивления.

## Марш через Пьеве
27 февраля Альвиано достиг Беллуно, где он посоветовался с Корнером, и вместе они решили отбить Кадоре. Вторжение представляло большую угрозу для Венеции, так как тогда венецианцы были бы вынуждены перебросить часть войск, дислоцированных в районы Виченца и Тревизо, ещё больше ослабив оборону и рискуя потерять районов Беллуно и Фельтре и, в конечном итоге, вторжения на равнину Тревизо, что привело бы к окружению Фриули. Из Беллуно Альвиано выступил с армией около 3 тыс. человек к замку Гардона и на следующий день достиг перекрестка Муда. В этот момент было два способа добраться до Пьеве-ди-Кадоре:
- короткий и легкий, шел по долине Пьяве вдоль реки до Перароло, где по мосту можно было пересечь место впадения Боите. В этот момент можно было бы выбрать, идти ли по тропинке, ведущей прямо к Пьеве, менее крутой, но узкой и открытой для обнаружения и засады врага, или по той, которая ведет к Валле, более крутой, но менее уязвимой.
- Второй вариант состоял в том, чтобы объехать Муду, пересекая Валь-ди-Зольдо, а затем спуститься в Кадоре; эта дорога была трудна, потому что была длинна, крута и вела на большие высоты, где снега было ещё больше, но позволяла не попадаться врагу на глаза.

Альвиано выбрал последнее и отправил послов к Саворньяну, сообщив ему подробности наступления, которое должно было начаться утром 2 марта. Его войска, достигнув Форно-ди-Зольдо, должны были пройти по перевалу Чибиана, спускаясь к Венасу. а затем двигаясь к Пьеве, и в то же время люди Саворньяна должны были бы пройти от Форни-ди-Сопра к перевалу Маурия, а затем спуститься к Лоренцаго, захватить Трепонти и подняться по Валь д’Ансей до перевалов Пассо Тре Крочи и Мизурина. . Как только Валь д’Ансей был захвачен, людям Саворньяна пришлось бы спуститься в Домегге, осаждая Пьеве с востока. Таким образом, венецианцы отрезали бы немцам все пути снабжения и отхода, заставив последних сражаться с ними или умереть с голоду. В тот же день часть немцев подошла к Домегге, но была перехвачена страдиоти Беральдо и вынуждена была отступить к Пьеве, где они укрепились частоколом и деревянными укрытиями.

## Битва
29 февраля Альвиано достиг Валь-ди-Зольдо со своей армией, измученной долгим переходом, и был встречен штормом, из-за чего остановился для расчистки снега. Вечером войска Малатесты присоединились к остальной части армии. 1 марта армия снова двинулась в путь и, перейдя перевал Чибиана и перейдя Боите, к концу дня достигла Венаса, в трех милях от Пьеве, где оставила гарнизон, чтобы преградить бегство врагам. Чтобы дисциплинировать солдат, Альвиано приказал командирам держать их близко к своему флагу, запретил кому-либо отступать под страхом обращения с ним как с врагом и пообещал награды тем, кто убьет дезертиров. Он запретил брать пленных и добычу до окончания битвы, угрожая повесить любого, кто не подчинится. Наконец, он пообещал страдиотам дукат за каждую вражескую голову и пожизненное обеспечение в случае победы, а также полную компенсацию за лошадь тем, кто потеряет её в битве. Командование пехотой было поручено Пьетро даль Монте, кавалерией — Джакомо Секко, арбалетчиками — Франко даль Борго, а страдиотами — Репосси Бусиккио. Авангард состоял из 400 пехотинцев во главе с Пьетро дель Монте, от 200 до 300 пехотинцев под командованием Риньери делла Сассетта и 54 пехотинцев во главе с Бортоло Мальфато и был развернут на равнине между городом Ногаре и склонами Монте-Зукко. Правое крыло состояло из 400 пехотинцев Карлино Нальди, 200 пехотинцев Бабоне Нальди и кондотты Джован Франческо Гамбара. Левое крыло состояло из 600 пехотинцев под командованием Латтанцио да Бергамо. В батальоне, размещенном слева от пехоты, было около 100 тяжелых рыцарей и 300 кавалеристов во главе с Джакомо Секко. Примерно 70-100 конных арбалетчиков под командованием Франко даль Борго нацелились на правую сторону вражеской пехоты, а Авиано (во главе с Пьетро Керини) и Малатеста нацелились на левую сторону. Перед правым флангом противника были развернуты 100 пехотинцев страдиотов во главе с Репосси Бусиккио, рядом с ним люди графа Руджеро Зофа, а за ним 200 арбалетчиков и страдиотов Теодоро Манеса и Костантино Палеолого. Артиллерия должна была быть развернута справа от венецианской армии. Осталось около 1400 человек резерва Альвиано и Пандольфо IV Малатеста.
Из Венаса венецианцы продолжили свой путь в Валле, куда прибыли около 10 часов утра 2 марта. Д’Альвиано выслал заранее группу страдиотов, которые, однако, нарушив рекомендации генерала, подожгли несколько домов Тай, в которых размещались немецкие пехотинцы. Это привело к длившейся менее часа битве, прошедшей у заснеженных берегов Рио-Секко. Немецкие пехотинцы численностью около 4 тыс., зная о риске попасть в окружение, выстроились в каре с обозом и женщинами в центре, а затем быстро двинулись на венецианцев с намерением прорваться через ряды и открыть путь к отступлению. Альвиано, верхом на коне в центре венецианского строя, приказал атаковать флангам из арбалетчиков, кавалеристов и страдиотов, чтобы потревожить и замедлить его, пока он реорганизует армию, кпокачасть кавалерия ещё не подошла. Риньери делла Сассетта вместе с десятком кавалеристов из Кардильо, страдиотами Бузиккио и арбалетчиками Франко даль Борго атаковали артиллерию противника с трех сторон и сумели захватить её. Справа пехотинцы Нальди и Гамбара при поддержке арбалетчиков Керини и артиллерии удерживали левый фланг немцев в бою. Во время столкновений командующий Сикст фон Траутсон вступил в поединок с Риньери делла Сассетта, несущим знамя, сумев ранить его ударом по лицу. В ответ Риньери смертельно ранил его в шею пикой и сбросил с седла.
Смерть командира привела к замедлению наступления немецких пехотинцев. В этот момент д’Альвиано контратаковал пехотой, расположенной следующим образом: в центре была его пехота вместе с пехотой Карло Малатесты и Пьетро даль Монте; справа Бабоне и Карлино Нальди, а дальше в сторону Монте — Риньери делла Сассетта; его место слева заныла кондотта Латтанцио да Бергамо. За венецианской пехотой последовала тяжелая кавалерия и кавалеристы Пандольфо Малатесты и Джакомо Секко. Венецианцам удалось прорваться через немецкую каре, чья пехота в основном была убита у берегов Рио-Секко, несмотря на мольбы о пощаде. Через два часа после окончания битвы люди из Саворньяна прибыли в Пьеве, сумев захватить Трепонти, Валь д’Ансие и перевалы. Венецианцы потеряли только 4 тяжелых всадников, 16 лошадей и небольшое количество пехотинцев. Немцы потеряли 1688 человек убитыми и ещё 500 сдались в конце боя, они были пощажены и позже освобождены под уплату выкупа; венецианцы также захватили восемь пушек. Беглецы попытались воссоединиться с основной частью имперской армии, рассеявшись и перейдя через горные перевалы, но около сотни из них были убиты страдиотами в Валь-ди-Зольдо, другие утонули в Пьяве, а третьи замерзли.

## Осада и штурм замка Пьево
Единственными оставшиеся немцы в числе 70 человек охранявших расположенный на скалистом рельефе замок Пьеве. Утром 3 марта д’Альвиано разместил четыре фальконета на вершину холма перед крепостью и начал стрельбу, которая из-за малого калибра не причинила значительного ущерба. Кондотьер отправил гонца в Венецию для присылки орудий большего калибра, тем временем пытаясь склонить гарнизон к капитуляции, обещая сохранить жизни. В надежде на слабо ожидаемую помощь немцы пообещали, что сдадут замок в течение трех дней. Ближе к 13:00 4 марта венецианцы, устав ждать и имея заканчивающееся продовольствие, решили атаковать замок с двух сторон: фронт, защищаемый двумя равелинами, должны были атаковать Альвиано и Пьетро даль Монте, тыл — Пандольфо и Карло Малатеста, Латтанцио да Бергамо, Джованни Баттиста Мио, Пьеро Керини, Пьеро Корсо и Кардильо. Затем он разместил группу стрелков на холме с задачей прикрывать продвижение пехоты.
Немцы храбро оборонялись, нанеся некоторые потери нападавшим, среди которых погиб из-за пробившего камнем шлема Карло IV Малатеста. Некоторым венецианским пехотинцам, в том числе Кола Моро, Джироламо Гранчио, Туркетто да Лоди, Альфонсо да Сиена и Морганте Пагано, все же удалось взобраться на стены одного из равелинов, одолеть его защитников, а затем опустив подъемный мост. В этот момент вошел Альвиано в окружении десяти рыцарей и пехотинцев с Пьетро даль Монте и Латтанцио да Бергамо. Ворота второго равелина, укрепленные бревнами и землей, была выломана топором и киркой, и одними из первых в неё вошли Костантино Палеолого и Серторио да Коллальто. Затем дверь в башню выломали и сожгли, в то время как немцы внутри продолжали бросать камни. Когда дверь взломали, уцелевшие немцы сдались. Штурм длился три часа, гарнизон замка потерял 34 убитыми; многие из выживших были ранены. Выживших лишили вещей, а затем отпустили. В замке победители нашли около 1,5 тыс. дукатов, которые были розданы солдатам по приказу властей Венеции, а также множество украденных из домов Кадоре и Валле д’Ампеццо товаров.

## Последствия
Венецианская победа принесла большую славу, честь и деньги Бартоломео д’Альвиано, который 4 марта был назначен генерал-капитаном венецианской пехоты и кавалерии, а его жалованье увеличилось с 15 до 30 тыс. дукатов в год, к которому была прибавлена премия в 1 тыс. дукатов с возможностью сохранения трофейных орудий. После смерти Филиппо Альбанезе в Равенне 400 кавалеристов его роты были присоединены к роте Альвиано, который, таким образом, командовал кондоттой из 1000 кавалеристов. 5 марта Альвиано покинул Кадоре во главе 5 тыс.; 6 марта суперинтендант Джорджио Корнер назначил Джованни Фоскарини временным суперинтендантом Кадоре, кондотьеров Пьеро Корсо и Джироламо Гранчио новыми кастелянами Пьеве и оставил войска Бортоло Мальфато и Джироламо Бариселло в качестве гарнизона; он также разместил гарнизоны в Кьюза-Венасе и в Трепонти, после чего вышел из долины во главе 600 кавалеристов и направился во Фриули, где собирались имперские солдаты в виду нового наступления. Пришедших из Карнии с Саворньяном 4 тыс. также ушли. После осады венецианские солдаты были вынуждены несколько дней питаться только хлебом, вином и яблоками, так как в долине ничего не осталось. Однако 8 марта они захватили конвой из четырёх фургонов, полных хлеба и пшеницы, запряженных двадцатью лошадьми и защищенных немецкими солдатами, которые не получили известий о поражении Рио-Секко и пытались добраться до своих товарищей в Пьеве.
В последующие месяцы Альвиано продвинулся на удерживаемые Габсбургами земли во Фриули и Джулии и завоевал Порденоне (в мае 1508 г.), Горицию, Триест, Пазин, Фиуме и Постойну, получив затем владение Порденоне и допуск к Maggior Consiglio. Максимилиану I пришлось отказаться от притязаний не только на утраченные земли, но и коронацию в Риме, и 6 июня 1508 г. он подписал перемирие. Венеция, ставшая уже самым могущественным из итальянских государств после раздела герцогства Романья, ещё больше расширила свои границы, вызвав недовольство многих, прежде всего папы Юлия II, который на 10 декабря 1508 г. объединил Францию, Священную Римскую империю, Испанию, Феррару, Мантую и герцогство Савойское в Камбрейскую лигу в антивенецианской функции; Весной 1509 года битва при Аньяделло положила конец венецианскому господству в северной Италии в пользу Франции.
Битва была изображена на картине Тициана, которая была во Дворце дожей в Венеции, разрушенном пожаром 1577 г.